# Zach Charbonnet
Zachariah Charbonnet (Bellflower, 8 gennaio 2001) è un giocatore di football americano statunitense che milita nel ruolo di running back per i Seattle Seahawks della National Football League (NFL).

## Carriera universitaria

### Michigan
Poco dopo essersi iscritto a Michigan nel gennaio 2019, Charbonnet si sottopose a un intervento chirurgico a un ginocchio. Saltò gli allenamenti primaverili ma fu pronto per la fine dell'estate.
Charbonnet partì come running back titolare nella prima gara dei Wolverines nel 2019, correndo 90 yard su 9 possessi.
Il 7 settembre contro Army, Charbonnet superò per la prima volta le 100 yard, segnando 3 touchdown. Il 12 ottobre contro Illinois corse 108 yard nel primo tempo e concluse la gara con 116 yard e una marcatura. Il 2 novembre contro Maryland segnò 2 touchdown su corsa, giungendo a quota 11, un nuovo record per un giocatore al primo anno di Michigan.
Charbonnet concluse la stagione 2019 con 726 yard corse e 11 touchdown su 149 possessi. Nel 2020 corse 124 yard e un touchdown su 19 possessi. Nel gennaio 2021 annunciò la sua intenzione di trasferirsi in un altro istituto.

### UCLA
Il 30 gennaio 2021 Charbonnet annunciò il trasferimento alla University of California, Los Angeles. Nella prima stagione con i Bruins divise i possessi con Brittain Brown. Con quest'ultimo infortunato contro USC, Charbonnet corse un massimo stagionale di 167 yard, superando quota 1.000 in stagione. A fine anno fu inserito nella seconda formazione ideale della Pac-12, mentre l'Associated Press lo nominò il miglior nuovo arrivo dell'anno. Concluse con 1.137 yard e 13 touchdown, finendo secondo nella conference per yard a partita con 94,8, dietro a B.J. Baylor di Oregon State.
Il 14 gennaio 2022 Charbonnet annunciò che avrebbe fatto ritorno a UCLA per la sua ultima stagione. L'8 ottobre corse un record in carriera di 198 yard e segnò un touchdown nella vittoria su Utah numero 11 del ranking. Pareggiò il suo primato personale correndo altre 198 yard contro Stanford, in cui segnò tre touchdown su corsa e guidò anche la squadra con 5 ricezioni per 61 yard. Concluse l'annata con 1.359 yard corse e 14 touchdown, oltre a 37 ricezioni per 321 yard. Fu inserito nella prima formazione All-American dalla Football Writers Association of America. Le sue 168 yard totali a partita guidarono tutta la NCAA.

## Carriera professionistica

### Seattle Seahawks
Charbonnet fu scelto nel corso del secondo giro (cinquantaduesimo assoluto) del Draft NFL 2023 dai Seattle Seahawks. Debuttò come professionista subentrando nella gara del primo turno contro i Los Angeles Rams correndo tre volte per 11 yard. Nella settimana 13 contro i Dallas Cowboys, con Kenneth Walker infortunato, guidò la squadra con 60 yard corse e segnò il suo primo touchdown. La sua stagione da rookie si chiuse con 462 yard corse e una marcatura in 16 presenze, di cui 2 come titolare.
Charbonnet aprì la sua seconda stagione segnando il suo primo touchdown su ricezione su passaggio da 30 yard di Geno Smith nella vittoria sui Denver Broncos per 26-20. La settimana successiva, con Kenneth Walker infortunato, partì come titolare, correndo 14 volte per 38 yard e un touchdown nella vittoria ai tempi supplementari sui New England Patriots. Giocò meglio la settimana successiva in cui guidò la squadra con 91 yard corse e segnò per la prima volta due touchdown nella vittoria sui Miami Dolphins per 24-3. Nel quattordicesimo turno contro gli Arizona Cardinals, con Walker di nuovo infortunato, corse un nuovo primato personale di 134 yard e segnò due touchdown, di cui uno su una corsa da 51 yard che fu anch'essa un suo nuovo record. Divenne così il terzo giocatore della storia dei Seahawks dopo Shaun Alexander e Ricky Watters con almeno 100 yard corse, 50 yard ricevute e 2 marcature nella stessa gara. Per questa prestazione fu premiato come running back della settimana. La sua stagione si chiuse con 569 yard corse e 8 touchdown disputando tutte le 17 partite, di cui 6 come titolare.

## Palmarès
- Running back della settimana: 1

14ª del 2024